# 地球資源観測科学センター
地球資源観測科学センター (Earth Resources Observation and Science Center; EROS Center) は、アメリカ地質調査所傘下の研究センターである。主に世界中の衛星写真を使った研究とデータ管理を行っている。NASAが打ち上げたランドサット衛星のデータの保存管理を担当するために1964年に予算が組まれ、創立された。1973年8月にはサウスダコタ州スーフォールズに専用施設が完成し、ランドファイアの衛星写真データの管理も行うようになる。
保存されている衛星写真のデータはEROSセンターが着色や合成の調整を行なったものが存在する。データはEarthExplorerなどから無料ダウンロードできるほか、商業や研究のために販売も行っている。
月曜日から火曜日にかけてスーフォールズの本部では見学ツアーを行なっている。
2018年10月、EROSの職員が政府ネットワークに接続されているコンピュータを使ってアダルトビデオサイトを9000回観覧し、ネットワークがマルウェアに感染。また、USBデバイスとAndroidスマートフォンに映像を保存していたことが発覚し、内部監査文書が公開された。